# Dred
Dred (polgári nevén Bíró Zsolt) magyar zeneszerző, szövegíró, DJ, producer Dombóváron született. Dred & Doris néven dance stílusban játszó együttesben vesz részt partnerével.
A formáció 2005-ben a "Csak a Hold" című kislemezzel mutatkozott be. A produkció képviselte Magyarországot az évente megrendezett Eurodance Song fesztiválon. (A megmérettetésen 39 ország dalai versenyeznek az "Európa legjobb dance dala" címért.)
Az együttes "Változnak az idők" című kislemeze 2008 negyedik legjobb dala lett az éves Dance Top listán. A dalból készült klip a Viva televízió chartjának első helyét is elfoglalta.
2009-ben közel 100 koncertet adtak szerte az országban és a határon túli magyarlakta területeken, és elkészítették az első kislemezüket. 2010-ben megjelent "Soha ne félj" című számukhoz látványos klipet is forgattak. 2012-ben újabb kislemezzel jelentkeztek, legismertebb számuk a korongról a „Szabad lehetsz”. Ebben az időben Dred az Artisjus bizottságainak tagjaként, a Magyar Könnyűzeneszerzők Egyesületének alelnökeként és a Dj Szövetség elnökségének tagjaként is dolgozott, segített fiatal pályatársakat.

## Lemezei
Forrás: Dred diszkográfia a Deezeren

### Mixalbumok
- 2004: Dred Trendi Hit Mix

### Maxik
- 2005: Csak a Hold
- 2005: Az éjjel
- 2006: Bolond nyár
- 2006: Megfordul a Föld
- 2007: Felkelt a Nap
- 2008: Változnak az idők
- 2009: Bolond szívem
- 2010: Sodorjon a szél
- 2011: Csak egy érintés
- 2012: Szabad Lehetsz
- 2014: Don't Go
- 2014: Just The Moon
- 2016: Kétszázhúsz Felett (Feat. Doris)
- 2017: Nyár van (Feat. Doris)
- 2018: Mielőtt elmegyek (Feat. Doris)